# 南憲仲
南憲仲（1545年—1577年），字子章，號次源，陝西西安府華州渭南縣人，明朝政治人物，進士出身。

## 生平
隆慶四年（1570年）庚午科陝西鄉試第三十六名舉人，萬曆二年（1574年）中式甲戌科會試第二百六十七名，三甲第七十六名進士。授棗強縣知縣，卒於官。

## 家族
曾祖南金，資縣教諭加贈奉政大夫戶部郎中；祖父南逢吉，雲南按察司提學副使；父南軒，山東布政使司左參議。母裴氏（封安人）。兄南學仲，嘉靖辛酉舉人；弟南師仲，萬曆進士；南仰仲。子南居益。